# Aididae
Famille
Les Aididae sont une famille de lépidoptères (papillons) de la super-famille des Zygaenoidea.

## Liste de genres
- Aidos
- Brachycodilla
- Brachycodion
- Xenarchus